# Gualtiero Bassetti
Gualtiero Bassetti (ur. 7 kwietnia 1942 w Popolano di Marradi) – włoski duchowny katolicki, arcybiskup Perugii w latach 2009–2022.

## Życiorys
Święcenia kapłańskie otrzymał 29 czerwca 1966 i został inkardynowany do archidiecezji Florencji. Po krótkim stażu wikariuszowskim rozpoczął pracę w niższym seminarium we Florencji, zaś w latach 1972-1979 kierował tą szkołą. W 1979 został mianowany rektorem wyższego seminarium florenckiego. W 1990 objął funkcję prowikariusza generalnego, a dwa lata później awansował na wikariusza generalnego archidiecezji.
9 lipca 1994 papież Jan Paweł II mianował go ordynariuszem diecezji Massa Marittima-Piombino. Sakry biskupiej udzielił mu 8 września 1994 ówczesny metropolita Florencji – kardynał Silvano Piovanelli.
21 listopada 1998 został biskupem diecezji Arezzo-Cortona-Sansepolcro.
16 lipca 2009 papież Benedykt XVI mianował go arcybiskupem Perugii.
W latach 2009–2014 był wiceprzewodniczącym Konferencji Episkopatu Włoch, zaś w latach 2017–2022 był jej przewodniczącym.
22 lutego 2014 papież Franciszek mianował go kardynałem. 7 kwietnia 2022 po ukończeniu 80 lat utracił prawo do udziału w konklawe. 27 maja 2022 papież Franciszek przyjął jego rezygnację z funkcji metropolity Perugii.

## Odznaczenia
- Krzyż Wielki Orderu Wiernej Służby (Rumunia, 2015)[7]